# Diplectrona modesta
Diplectrona modesta là một loài Trichoptera trong họ Hydropsychidae. Chúng phân bố ở miền Tân bắc.